# Tczów (gmina)
Tczów (daw. gmina Tczów Średni) – gmina wiejska w województwie mazowieckim, w powiecie zwoleńskim. W latach 1975–1998 gmina położona była w województwie radomskim.
Siedziba gminy to Tczów.
Według danych z 30 czerwca 2004 gminę zamieszkiwało 4906 osób. Natomiast według danych z 31 grudnia 2019 roku gminę zamieszkiwało 4910 osób.

## Struktura powierzchni
Według danych z roku 2002 gmina Tczów ma obszar 72,12 km², w tym:
- użytki rolne: 88%
- użytki leśne: 7%

Gmina stanowi 12,63% powierzchni powiatu.

## Demografia

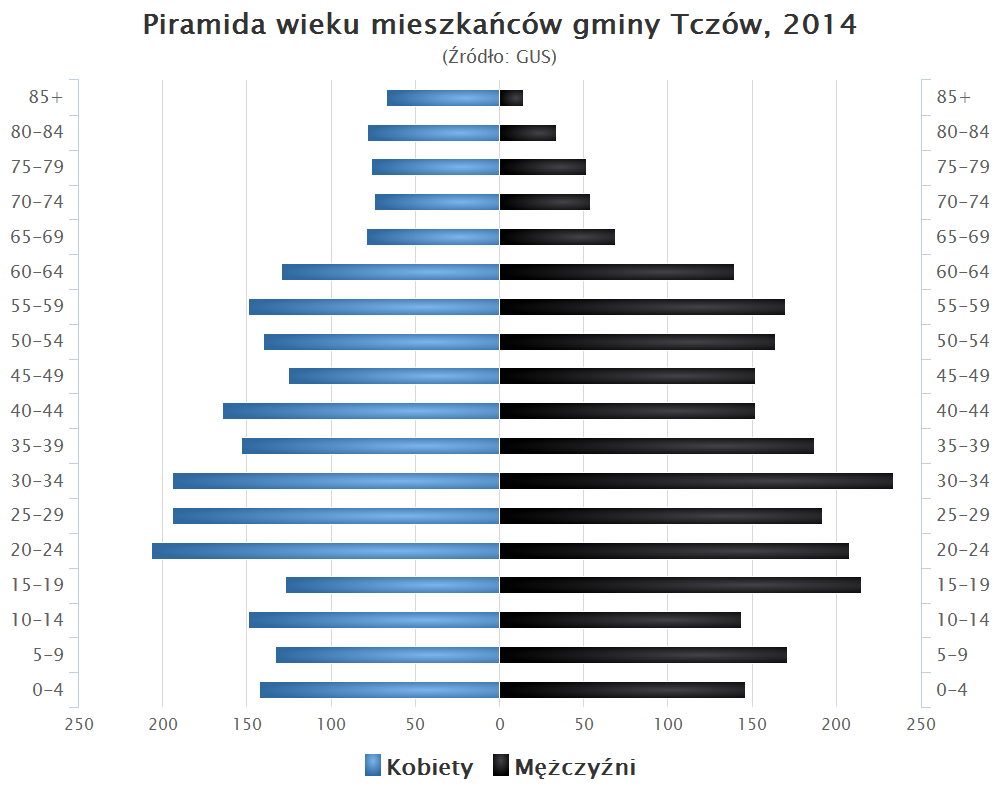
Piramida wieku mieszkańców gminy Tczów w 2014 roku

Dane z 30 czerwca 2004:
| Opis                              | Ogółem | Ogółem | Kobiety | Kobiety | Mężczyźni | Mężczyźni |
| --------------------------------- | ------ | ------ | ------- | ------- | --------- | --------- |
| jednostka                         | osób   | %      | osób    | %       | osób      | %         |
| populacja                         | 4906   | 100    | 2388    | 48,7    | 2518      | 51,3      |
| gęstość zaludnienia (mieszk./km²) | 68     | 68     | 33,1    | 33,1    | 34,9      | 34,9      |

## Sołectwa
Bartodzieje, Borki, Brzezinki Nowe, Brzezinki Stare, Janów, Józefów, Julianów, Kazimierzów, Lucin, Podzakrzówek, Rawica (Rawica Nowa – Rawica Stara), Tczów, Tynica, Wilczy Ług, Wincentów
Pozostałe miejscowości podstawowe: Rawica-Józefatka, Rawica-Kolonia

## Sąsiednie gminy
Gózd, Kazanów, Skaryszew, Zwoleń